# John King (explorateur)
Pour les articles homonymes, voir John King (homonymie) et King.
John King, né le 15 décembre 1838 à Moy (Tyrone) et mort le 15 janvier 1872 à Saint-Kilda (Victoria), est un explorateur britannique.
Il est le seul survivant des quatre hommes de l'expédition malheureuse de Burke et Wills qui ont atteint le golfe de Carpentarie.
L'expédition a été la première à traverser l'Australie du sud au nord, trouvant une route à travers le continent depuis Melbourne à Victoria jusqu'au golfe de Carpentarie dans le Queensland.

## Biographie
Fils d'Henry King (décédé en 1839) et d'Ellen Orn (décédée en septembre 1847), il est le plus jeune de six frères et sœurs. Il fait ses études à la Royal Hibernian Military School (en) de Phoenix Park à Dublin entre 1847 et 1853, avant de rejoindre le 70e régiment le 15 janvier 1853 à l'âge de 14 ans. King est envoyé à Chatham pour être affecté en Inde où le régiment est stationné depuis 1848.
Il arrive en Inde le 28 ou 29 septembre 1853. Le régiment, sous les ordres du colonel Galway puis du colonel Trevor Chute (en), est stationné à Kanpur dans la province du Nord. King travaille comme enseignant adjoint à l'école régimentaire. Il a ensuite été stationné à Peshawar dans la province de la frontière du Nord-Ouest où il a été impliqué dans certains des principaux engagements pendant la mutinerie des Cipayes (1857-1858). Il souffre d'une grave maladie et passe seize mois en convalescence dans le district de Rawalpindi, probablement à Murree.
Pendant sa convalescence, il rencontre George James Landells à Muridke. Landells a été envoyé en Inde par le gouvernement victorien pour acheter 24 chameaux à utiliser pour l'exploration du désert australien. King obtient sa libération de l'armée à Rawalpindi en janvier 1860, puis se rend à Karachi où il est engagé par Landells pour superviser les cipayes qui avaient la charge des chameaux. Landells, King, deux autres Européens, huit cipayes indiens et 24 chameaux naviguent alors pour Melbourne à bord du SS Chinsurah le 30 mars 1860.
Il arrive à Melbourne le 8 juin 1860. Les chameaux sont déchargés une semaine plus tard et hébergés dans les écuries du Parlement victorien à Spring Street. Ils ont ensuite été transférés dans des écuries nouvellement construites à Royal Park d'où l'expédition était partie.
Robert O'Hara Burke a été nommé chef de l'expédition d'exploration victorienne avec Landells comme commandant en second. William John Wills est arpenteur et observateur astronomique et King est nommé l'un des assistants d'expédition avec un salaire de 120 £ par an.
L'expédition quitte Melbourne le lundi 20 août 1860 avec un total de 19 hommes, 27 chameaux et 23 chevaux. Ils atteignent Menindee le 16 octobre 1860 où Landells démissionne à la suite d'une dispute avec Burke. Wills est promu commandant en second et King est chargé des chameaux.
Burke divise l'expédition à Menindee et le groupe de tête atteint Cooper Creek le 11 novembre 1860 où ils forment un dépôt. Les hommes restants doivent suivre de Menindee et donc après une pause, Burke décide de se précipiter vers le golfe de Carpentarie. Burke divise à nouveau le groupe et part le 16 décembre 1860, plaçant William Brahe à la tête du dépôt de Cooper Creek. Burke, Wills, King et Charlie Gray atteignent les mangroves de l'estuaire du Flinders, près de l'endroit où se trouve actuellement la ville de Normanton, le 9 février 1861.
Déjà affaiblis par la famine et la chaleur, leur progression sur le chemin du retour est lente et entravée par les pluies torrentielles de la mousson tropicale de la saison des pluies. Gray est mort quatre jours avant d'atteindre le dépôt de Cooper Creek et les trois autres ont pris une journée pour l'enterrer. Ils atteignent finalement le dépôt le dimanche 21 avril 1861 pour découvrir que les hommes n'étaient pas arrivés de Menindee et que Brahe avait renoncé à attendre Depot Party et était parti seulement 9 heures plus tôt. Brahe a enterré une note et de la nourriture sous un arbre qui est maintenant connu sous le nom de Dig Tree.
Burke, Wills et King tentent d'atteindre Mount Hopeless, la plus grande étendue de peuplement en Australie-Méridionale, qui était plus proche que Menindee, mais échouent et retournent à Cooper Creek. En attendant les secours, Burke et Wills sont morts d'épuisement et de faim. La date exacte de leur décès est incertaine, mais il est généralement admis qu'elle est le 28 juin 1861.
King survit grâce à l'aide du peuple Yandruwandha avec qui il vit pendant deux mois et demi,. Il est secouru en septembre par Alfred William Howitt et son frère Charlton Howitt. Les Howitt enterrent Burke et Wills avant de retourner à Melbourne.
Quand Howitt arrive à Menindee, il envoie King à Melbourne, escorté par Edwin Welch (en) et Weston Phillips. King revient à Melbourne le 29 novembre 1861 où il est salué comme un héros.
King est pris en charge par sa sœur, Elizabeth, dans sa maison de Westbury Street à St Kilda. En 1863, il se rend en Tasmanie pour voir si cela l'aiderait à se rétablir, arrivant à Hobart sur le SS Black Swan le dimanche 1er février. Il retourne à Melbourne et assiste à l'inauguration de la statue de Burke & Wills au coin des rues Collins et Russell le 21 avril 1865, le jour du quatrième anniversaire de leur retour à Cooper Creek.
En 1865, il achète une maison à Octavia Street à St Kilda et le 22 août 1871, il épouse sa cousine, Mary Richmond, à l'église Wesley de Lonsdale Street. King ne s'est jamais complètement remis des privations subies pendant l'expédition et, en 1869, sa santé a commencé à se détériorer. En novembre et décembre 1871, il est si malade qu'il est soigné chez sa sœur à Drummond Street à Carlton. Il rentre chez lui à St Kilda et meurt prématurément de la tuberculose le 15 janvier 1872 à l'âge de 33 ans. Ses porteurs étaient Ferdinand von Mueller, le Dr David Wilkie et l'inspecteur James M Gilmour. Il est enterré au cimetière général de Melbourne.
Jules Verne le mentionne dans deux de ses romans Les Aventures du capitaine Hatteras (partie 1, chapitre XII) et Les Enfants du capitaine Grant (partie 2, chapitre XI).